# Мазуренко Олексій Іванович
Олексій Іванович Мазуренко (нар. 28 листопада 1979, Кам'янець-Подільський, Хмельницька область, УРСР) — український футболіст, півзахисник вільнюської ТЕРА.

## Життєпис
Народився в місті Кам'янець-Подільський, Хмельницька область. Футбольну кар'єру розпочав у сезоні 1998/99 років в новодністровському «Дністрі», який виступав в аматорському чемпіонаті України. Потім виступав за інші клуби аматорського чемпіонату України, «Динамо» (Кам'янець-Подільський) та «Лужани».
У березні 2003 року підписав перший професіональний контракт, з «Кристалом». Дебютував у футболці херсонського клубу 5 квітня 2003 року в програному (0:1) виїзному поєдинку 16-го туру групи «Б» Другої ліги проти «Севастополя». Олексій вийшов на поле в стартовому складі, а на 65-ій хвилині його замінив Євген Кривошейкін. Дебютним голом за «Кристал» відзначився 14 червня 2003 року на 47-ій хвилині переможного (4:2) домашнього поєдинку 29-го туру групи «Б» Другої ліги України проти армянського «Титану». Мазуренко вийшов на поле в стартовому складі, а на 72-ій хвилині його замінив Юрій Штурко. Загалом у Другій лізі України за херсонців зіграв 29 матчів (5 голів).
У березні 2004 року перейшов до «Севастополя». У футболці «городян» дебютував 28 березня 2004 року в переможному (2:1) домашньому поєдинку 16-го туру групи «Б» Другої ліги України проти овідіопольського «Дністра». Олексій вийшов на поле в стартовому складі та відіграв увесь матч, а на 84-ій хвилині відзначився дебютним голом за «Севастополь». У команді провів пітора сезони, а цей час у Другій лізі України зіграв 34 матчі (7 голів), ще 1 матч провів у кубку України. Окрім цього, у сезоні 2004 року виступав на аматорському рівні за «Енергію» (Нова Каховка).
Напередодні старту сезону 2005/06 років знову став гравцем херсонського «Кристалу», де провів першу частину сезону (13 матчів/6 голів у Другій лізі, 1 поєдинок у кубку України). Другу половину сезону провів в аматорському чемпіонаті України за «Мир» (Горностаївка). Наприкінці липня 2007 року перейшов у «Севастополь», якому допоміг вийти до Першої ліги України. У Другій та першій лігах України провів два з половиною сезонів, за цей час зіграв 71 матч (19 голів), ше 8 матчів (5 голів) зіграв у кубку України. Взимку 2009 року залишив «Севастополь», а на початку березня 2009 року став гравцем іншого кримського клубу, «ІгроСервіс». Дебютував за сімферопольський клуб 4 квітня 2009 року в переможному (1:0) домашньому поєдинку 21-го туру Першої ліги України проти франківського «Прикарпаття». Мазуренко вийшов на поле на 46-ій хвилині, замінивши Андрія Пісного. У весняно-літній частині сезону 2008/09 років зіграв 12 матчів у Першій лізі.
Потім грав у Чемпіонаті Херсонської області за «Кристал» (Херсон), «Колос» (Хлібодарівка) та «Схід-Віконда» (Херсон). Окрім цього, у сезоні 2009/10 років перебував у заявці горностаївського «Миру», але за команду не грав. У 2001 році повернувся до «Кристалу», який стартував в аматорському чемпіонаті України. Після цього півтора сезони провів за «Кристал» у Другій лізі України, де зіграв 34 матчі (12 голів) у чемпіонаті та 3 матчі (1 гол) у кубку країни. У жовтні 2012 року відзаявлений херсонцями. Після відходу з «Кристалу» виступав за «Дружбу» (Новомиколаївка) з Чемпіонату Дніпропетровської області. У 2017 році повернувся до реорганізованого МФК «Кристал» (Херсон).
У червні 2018 року перейшов до аматорського литовського клубу «Атейтіс». 27 квітня 2019 року підсилив вільнюський колектив ТЕРА.

## Досягнення
«Севастополь»
- Друга ліга України
  -  Чемпіон (1): 2006/07 (група «Б»)